# Gunnar Simon
Gunnar Simon (* 25. Mai 1940 in Ulm) ist ein deutscher Jurist und war beamteter Staatssekretär im Bundesministerium der Verteidigung (BMVg).

## Leben
Simon studierte Rechtswissenschaften an der Eberhard Karls Universität Tübingen, der Ludwig-Maximilians-Universität München und der Universität Hamburg. Nach dem Studium 1968 wurde er Referent im Bundesamt für Wehrtechnik und Beschaffung in Koblenz und später im BMVg in Bonn. Von 1984 bis 1988 leitete er das Büro des Verteidigungsministers Manfred Wörner (CDU). 1990 wurde er als stellvertretender Leiter des BMVg beim Ministerium für Abrüstung und Verteidigung der DDR in Strausberg versetzt. 1992 wurde er Hauptabteilungsleiter und 1996 beamteter Staatssekretär im Verteidigungsministerium und damit politischer Beamter.